# 香港粵語配音員
香港粵語配音員的職責是以粵語為電視劇、電影、動畫以及電視廣告配音，一般以工作量或合約制獲取报酬。粵語配音员分兩派，一為電視台合約配音員，一為自由身配音员。

## 業界情況

### 機構／性質

#### 無綫電視
全港最大規模並唯一擁有旗下配音組電視台，擁有慣性收視及最豐富人手、設備和資源，自開台直至2014年造就大量配音人才，2022年台慶前的節目大多勾起無數觀眾的回憶並受到廣泛好評。
不少同好認為無綫電視粵語配音組以全港數一數二的水準主導配音業，亦是無綫電視最寶貴、其他競爭者難以匹敵的資產。
惟無綫電視在管理方面則存在一定爭議（如選角、更換配音員等），被部分同好認為無法充分發揮配音組的優勢。尤其2010年代後期配音質素隨着無綫大減配音節目明顯走下坡，包括於配音節目播放途中強制為離職配音員「執手尾」使角色不「連戲」、及由同一位現職配音員連續多集「一腳踢」配演多個要角或閒角，使配音節目出現「同一把聲」的情況更為嚴重。但同時離職潮使一些需要大量人手的片集陷入「人手荒」，因此「破例」安排少部分前TVB配音員繼續以自由身形式配演既有角色。

#### 亞洲電視
全盛時期人數約爲30人，主要爲本港台及國際台節目配音。繼承七十年代麗的電視的配音班底，大量著名播音員收羅其中：周永坤、李明（李學儒）、陳曙光、龔敬（龔祖澤）、婉雯（徐愛貞）。更率先於麗的電視藝員訓練班栽培自己的配音員。雖然口碑不錯，但支持度仍不及無綫電視。
曾於1992年改革，高薪挖角多名無綫資深配音員，例如「叮噹」林保全，後來由於亞視內部問題，逐漸出現配音員過檔TVB，直至1999年11月解散，資深配音員表示解散的主因是強積金的出現，亞視不想增加開支，當中少數配音員轉投TVB，而餘下的配音員表面上是自由身，但其實亞視配音組只是名義上是消失了，當時一班亞視導配成立了5間公司，承接所有亞視的配音節目，除了在2007年亞視曾和配音員簽約一年，其餘時間都是維持此不良狀況。亞視資深配音員譚淑英更指責亞視拖欠外判配音共一百萬元。2016年4月1日亞視牌照屆滿、停播，亞視配音組正式在實質意義上消失。

#### 自由身
不隸屬於任何電視台或製作公司，亦不會在固定錄音室進行配音工作，普遍分為正職和非正職形式，工作時間和地點不定。
沒有合約保障，不時面臨工作量低和欠薪等問題。而電視台的工作環境較穩定，引致不少自由身配音員轉往無綫電視粵語配音組。惟無綫電視自2018年發生結構性虧損後使情況急速變化，不少前無綫配音員被離職後轉職自由身，並直接或間接與現職自由身配音員競爭，變相使配音界「僧多粥少」的苦況不斷惡化。
再者自由身配音員因收入不穩定的關係，如視配音工作為正職或會難以維持生計，故部分配音員除了在工餘時間撰寫配音對白外，亦可能會選擇另找正職或兼職（又稱「斜槓族」）賺取額外收入。

#### 香港電視
2012年由王維基出任主席的城市電訊由於申請免費電視牌照，由於對配音員有一定需求而招攬大量TVB和自由身配音員組成，並開辦訓練班以培養新力軍，自2013年10月香港電視不獲發牌起，合約期滿的配音員自然流失。於2015年正式解散，當中有部分配音員先後重返無綫（曾秀清、雷霆、翟耀輝、梁志達、黃鳳英），其餘大多成為自由身配音員。

### 配音工序
配音工序亦分兩門，一是電視台內部自行處理，一是轉託配音製作公司錄製聲帶（基本上除了TVB外購節目及香港總部自製節目外，所有影視配音都是由Production House處理）。但外判配音會常出現文白異讀情況。
外判配音方面，通常會安排自由身配音員配音，以減輕整體配音支出。再者電視台配音員受到合約限制，並難以參與電視台以外的配音工作。
| 配音用語／術語     | 簡介 |
| ------------------ | --- |
| 常配               | 常任配音員的簡稱。 為了使演員（特別是知名演員）盡可能維持同一把聲音，只要電視台持續購入同一名演員所參與的片集，通常會順理成章沿用指定配音員為指定演員所飾演的角色配音，以免觀眾因為演員突然「變聲」而無法適應，同時能令配音員維持一定工作量。 如相關配音員連續兩次或以上為同一名演員配音，且演員在條件允許下盡量不「變聲」則會視為「常配」。 相反一些較次要的演員則可能經常「變聲」（即是分別由兩名或以上配音員在多部不同片集為其配音，而進行配音工作或首播片集的時間點並非連續），這種情況下不能視為「常配」（除非該名演員日後不再經常「變聲」）。 |
| 連戲               | 如片集推出續集或新作的話，將會沿用既有配音員配演既有角色。 |
| 「Show」／「Take」 | 半小時以內片長的作品。 TVB稱為「Show」；自由身稱為「Take」。 在一個「Show／Take」中無論對白多寡，只要配音員有參與該片集，都計作一個「Show／Take」。 |
| 入廠               | 配音員進入錄音室工作。 |
| 入聲               | 配音員正式錄音期間，不能發出任何雜音（如衣物、紙張等），否則便要重新錄音。 |
| 對片               | 配音員正式進行配音工作前會先一邊看配音稿，一邊以原聲看一次將要配音的片集。 配音員能藉這段時間調整配音稿以及掌握角色情緒變化，不過「對片」只適用於TVB配音組的規則，而坊間的配音公司製作時間及成本有限，因此自由身配音員是不會有「對片」的安排。 |
| 食公仔             | 配音員的聲音符合角色外貌及性格。 |
| 焗蟹               | 配音員當進行配音工作不時會遇到一些有趣的情節，為免影響工作進度，通常配音員會以各種方式「忍笑」來解決。 |
| 單收               | 由於未必所有配音員能如期進行配音工作，在情況許可下會個別安排配音員在不同時段作補錄，優點是避免影響其他配音員的工作進度，但缺點是加重收音及混音工序。 |
| 代配               | 暫代配音工作的簡稱。 如配音員未能如期進行配音工作，而當時條件又不允許「單收」的話，則會改由另一名配音員暫代其配音工作。其後如情況許可，或會改回原任配音員配音，但亦不排除永久變更。 |
| 黐凳               | 配音員如被安排配演主角或要角的話，因為普遍較多對白的關係，故在進行配音工作期間幾乎不能休息，只能安坐在錄音室，直至完成相關片集為止。 |
| 圍毆               | 多名配音員在同一時間進行配音工作，優點是加強配音員在工作間的默契，但缺點是如有配音員出錯的話，容易影響整體工作進度。 |
| 退行               | 退出配音行業。 |

### 配音技術
初期，由於技術落後，配音員除了人物聲音外，還要負責所有的特效聲音，如走路、打鬥、舞劍……當時配音員的壓力很大，因為要保證配音過程不會出錯。如果萬一配音過程中出錯，就要重新配音。
而現在則使用電腦分工，把人聲、特效聲音、背景音樂分別錄製後，再進行合成。通過使用電腦可以大大減少配音的製作時間，同時因出錯時可以分開再錄，之前錄下的不會受影響，所以配音員的壓力比早年明顯少了。

### 導配／配音領班
導配（又稱配音導演）的職責主要是為角色進行選角，留意配音稿的質素，在錄音時對配音員作指導等等，在錄音過程中導配有最大的主導權，但電視台的導配一般都不是配音員出身。
自由身則稱為配音領班，負責的工作和導配相若，但如領班未能安排既有錄音場地的話，或需另行尋找配音員和錄音場地。大多數領班都是現職配音員兼任，不時都會出現領班在相關片集配音的情況。

### 薪金計算
TVB配音員的薪金會以底薪連同每個「Show」計算，薪金高低因人而異，並取決於配音員的資歷及工作量，亦即是說配音員的資歷及工作量越高，薪金就會越高，反之亦然。
自由身配音員則沒有底薪，薪金只會以每個「Take」計算，同樣按資歷及工作量分級。
港產片年代，電影配音配音員薪金計算為「一組」計算，「一組」即一個工作時段，時間為九小時，分為「日組」、「夜組」及「大夜班」，而一套電影平均需要7至9「組」的時間配音。同時因電影配音為獨立收音，只要自己的配音工作完成就可以離開，不必九小時都於配音室工作，但現時電影配音息微，因此不能作主要收入。

## 入行方法

### 自由身
報讀由資深配音員或配音領班舉辦的配音課程。完成課程後，有機會被導師賞識而入行。另外亦可嘗試寄聲帶到配音公司或廣告公司自薦。

## 主要分水嶺

### 起始期（戰後～1978年佳視倒閉）
50、60年代前期，未有電視行業，當時粵語配音員只為邵氏、電懋開拍的國語片配音及擔任粵語片後製配音，需求少，極難入去，只有兩組共十三人，十分原始，主要由粵語片演員和電台播音員兼任自由身配音員，如姜中平、林少波、上官筠慧等。粵語配音界老前輩譚炳文就是在60年代出身。
60年代中後期，香港引入無線電視廣播技術，電視廣播有限公司（無綫 TVB）、麗的映聲相繼開業，需要大量配音人才，吸納了不少電台的播音員擔當配音工作。麗的更首開藝員訓練班栽培自身的配音員。無綫（TVB）也從無綫電視藝員訓練班栽培配音員，更以重金招納60年代已有配音經驗的粵語片明星擔任配音員，包括藍天、朱江、張英才、姜中平等，麗的出身的配音界前輩陳曙光認為粵語片明星視配音如演戲一樣投入角色、感情豐富，因此水準比其他配音員更勝一籌。
70年代也是粵語港產片復興的年代，水準提升，比60年代粵語片有更多外境拍攝。由於現場收音在當年成本相當高昂，音質又難以保證，電影公司大多在會在後期配音，尤其後來演員工作量較多，未必會親自配音，因而需要大量粵語配音員為港產片服務。比如李小龍就是由李學斌、朱子聰配音。甚至如鄧榮銾、林保全、朱子聰成為成龍、洪金寶、元彪等動作明星的專用配音員。由於電視與電影需求急增，吸納、培養出很多配音人才，為後來配音員發展奠定基礎。

### 電影黃金期（1978年佳視倒閉～1995年）
80年代進入港產片盛世，電影產量每年愈升，種類更多元化，由於當年現場收音價格高昂，最少都要數百萬港元，加上後期配音可以使導演在影片拍好後想改對白時不用重拍，所以不少電影都會以較高的酬勞請配音員，同時要求也更高更專業，直接使此時期高水準配音員激增，此外當年電視台對配音員的工作較少限制，不少配音員就算是要新人都可以自由同時為電影與電視作配音。不少配音員都表示過，80年代是配音員最『好景』的年代，其中一些御用配音員的薪酬相當可觀，配一齣戲的酬勞相當於普通配音員的幾倍人工。港產片明星的指定配音員就更多，比如龍寶鈿配梅艷芳、李學斌配劉德華、馮永和配曾志偉等。

### 電影下滑期、電視黃金期（1990年～2011年）
90年代中期港產片逐漸改為現場收音，電影除了外語演員需要配音外，已很少使用配音員配音。為保障生活，有水準的配音員只好加入電視台成為合約員工，由於電視台開始對配音員作「秘勞」多了限制（TVB尤甚），只有特別情況才容許配音員在外工作。電視台限制了旗下配音員的自由，令坊間缺少優良配音人才；同時配音工作減少，僧多粥少，餘下需要配音的公司、機構大量「壓價」，配音領班失去議價本錢，只好增加配音員平均工作量，低人工、多工作令一眾自由身配音員水準下降，做成惡性循環。雖然多了電子遊戲配音等工作，但相對黃金期的工作量明顯是杯水車薪，由於收入大減引致大量配音人材流失。亞視配音組解散後加上無綫電視一台獨大，情況雪上加霜。
雖然電影配音方面出現下滑，但情況並不是一面倒向壞的方向發展。亞視配音組解散前，由於有水準的配音員加入電視台，加上在外工作減少，配音員更可鑽研並專心演繹每一個角色，兩間電視台配音組實力得以大幅提升並開始了良性競爭，也造就了電視台外購配音節目的黃金年代。兩間電視台於90-00年間先後引入多套日本膾炙人口的動畫和電視劇，合約配音員有大量出聲機會，很容易「爆show」（高於合約要求最低演出量）而獲得相當可觀的收入。而無綫電視自1990年起播出全港電視界首套深夜時段動畫《聖鬥士星矢》，自此兩台於早上與深夜時段播出的動畫加入電影時期的大量元素和風格使其更生動，包括一些粗言穢語諧音、潮語，更奠定隨後數十年動畫對白的基礎。

### 引入競爭（2011年～2014年）
2009年香港政府計劃增加免費電視台，共有三間機構有意加入免費電視台行業，其中城市電訊旗下的香港電視網絡開始挖角行動，作為外購劇集、動畫、綜藝及資訊節目不可少的後期人員，配音員一樣成為挖角目標，不少無綫電視和自由身配音員加入香港電視，引致無綫電視出現配音員不足的問題，使二十年間共只開設三期的無綫電視配音員訓練班不得不在兩年間開設兩期以應付不斷增加的配音工作，而香港電視於挖角的同時都開設配音員訓練班，在兩年間共使香港配音行業增加30多名全職新人，佔現職配音員的十分之一以上。無綫電視更於2014年更舉辦首個香港配音界的頒獎典禮《無綫配音組仝人聯歡暨頒獎典禮》表揚配音員。
配音員龍天生於2013年曾表示本地配音公司約10至20間，共有數百名配音員。

### 下滑期（2014年～今）
惟香港電視網絡不獲香港特別行政區行政會議發牌，自此只有無綫電視擁有固定配音組。由於市場欠缺競爭，2014年起新人數量持續減少。其後無綫內部亦因為星美債券投資失敗及收入下跌，需要削減開支而觸發第一波裁員，過往已配音的節目重播安排增多，減少配音作品量及取消明珠台配音，再者2019年爆發反對逃犯條例修訂草案運動後杯葛無綫運動更使業績持續惡化，觸發無綫電視粵語配音組第二波裁員。
ViuTV於2020年開始更專注於自製節目，並減少外購節目量。Netflix與HBO兩個平台有提供部分節目粵語配音版，但乏人問津，及後兩個平台減少為節目提供粵語配音。
雖然無綫電視粵語配音組離職潮於2021年至2022年間有緩和的跡象，但無綫電視未能扭轉虧損的關係，因此於2023年起再度觸發第三波裁員。同時各電視台及串流平台亦相比2014年鋭減約9成外購節目時數，無綫亦鋭減約9成半配音時數，觀眾失去誘因期待及等待配音節目播放使粵語配音行業面臨香港影視行業誕生以來最嚴峻挑戰。

### 曇花一現（2021年～2022年）
2021年1月10日，香港OTT平台Viu宣佈將會上架動畫《鬼滅之刃》粵語配音版，隨後2月8日全套上架。
而無綫電視副總經理曾志偉及配音員出身的首席創意官（創意總監）王祖藍上任。同年5月播出全港首個配音綜藝節目《好聲好戲》，亦頒獎予數名配音員，引起大眾關注粵語配音，而《東張西望》亦密集播出《好聲好戲》參與者的訪問片段。《侏羅紀世界》成為試水温的配音電影，獲得跨平台21點直播收視。值得一提，HBO亦曾提供《侏》的粵語配音，但鮮為人知。王祖藍及後明言會邀請更多資深配音員出席新一輯《好聲好戲》、爭取恢復明珠台電影配音及購買更多動畫。直至2021年流失配音員的局面才稍為減少。於同年8月首度舉辦暑期訓練課程「好聲好戲之聲級學堂」，並將會挑選三位優秀學員參與無綫電視藝員及電視製作人員訓練班，畢業者有機會成為合約配音員，惟最終沒有從此途徑招募配音員。
Viu嘗試提供更多粵語配音動畫，Hmvod也開始推出粵語配音動畫。Viu於5月28日起上架《龍珠超》粵語配音版，8月16日上架《鬼滅之刃劇場版 無限列車篇》粵語配音版。Hmvod方面，於5月28日起上架《屁屁偵探》粵語重新配音版，首次出現無綫電視版與其他平台粵語配音版本同時較量的情況，及後更上架兩套劇場版，直接與無綫「對壘」，甚至比無綫更快上架第二套劇場版；6月16日搶先上架《鬼滅之刃劇場版 無限列車篇》粵語配音版，並於同月25日上架《咒術迴戰》粵語配音版。而無綫電視旗下OTT平台myTV SUPER則未有預先公佈下先後上架《鬼滅之刃劇場版 無限列車篇》與《咒術迴戰》粵語配音版，兩套更搶閘與Hmvod同一天上架，意圖借電視台知名度搶去Hmvod與Viu的頭啖湯。節目上架OTT平台可以避免《電視通用業務守則--節目標準》嚴苛的播映要求並減少刪剪，再加上Viu及Hmvod屬於收費點播平台，與免費電視台的版權無衝突，故可同一時間出現其中一方版權期未完結的配音作品，增加競爭。而及後無綫電視J2台稍後也會播出《鬼滅之刃》，迎來兩個配音版本有史以來最大的競爭。惟代理商木棉花隨後要求續集（電視動畫版《鬼滅之刃 無限列車篇》）起統一粵語配音陣容（俗稱「通版」）在不同平台播放，不論在Viu或TVB播放也不能自行安排配音，而是只能播放「通版」，使Viu與TVB的「對壘」成為曇花一現。

## 電視配音員對壘
在80年代至90年代之初，ATV與TVB在配音員出現爭奪戰之後，ATV及TVB同樣以吸納電影配音員、資深配音員加上訓練新配音員。兩台的配音組定形。而之後的約10年，至ATV配音組解散前，基本上維持著這個局面。
TVB與ATV於當年有不少精彩配音作品，特別引人關注的是兩台配同一作品。而首次正式對決則是從1993年之後開始，TVB與ATV在一段時期的相同時段播出《包青天》。不過《包青天》播出前後，兩台均多次於動畫版權完畢後購入對方曾播出的節目。以下列舉一些例子：
相同劇集節目
- 包青天

| 角色   | 無綫電視配音員 | 亞視配音員  |
| ------ | -------------- | ----------- |
| 包拯   | 源家祥         | 譚炳文      |
| 公孫策 | 張炳強         | 陳偉權      |
| 展昭   | 黃健強 蘇強文  | 黃志成 雷霆 |

- 太空西遊記/ATV改宇宙奇兵
- 阿信的故事
- 相聚一刻

| 角色   | 無綫電視配音員 | 亞視配音員 |
| ------ | -------------- | ---------- |
| 小智   | 盧素娟         | 吳小藝     |
| 小霞   | 梁少霞         | 張雪儀     |
| 小剛   | 李錦綸         | 張振聲     |
| 武藏   | 黃麗芳         | 譚淑英     |
| 小次郎 | 黎偉明 陳卓智  | 陳廷軒     |
| 喵喵怪 | 梁偉德         | 王夢華     |

續集
- 流星花園
- 還珠格格

## 爭議

### 知名度遠遠不及日本聲優
香港粵語配音（簡稱粵配）一直未為大眾重視，原因是香港配音業的存在是為了滿足廣播條例，而且電視台甚少為配音員宣傳，因此配音員的存在容易被大眾忽略。
到1990年代電視台開始在外購劇集片尾刊登配音名單，配音員亦開始在不同媒體接受訪問，因此引起部分觀眾關注，但支持者交流有限，保持著配音迷支持的情況（又稱「圍爐」）。
直到1997年6月19日，一群同好成立了註冊組織「香港配音員同好會 - 聲色藝直播室」，開始有系統地建議活動、交流推廣配音藝術，原本較為分散的香港配音支持者開始集結（又稱「粵配圈」）。可惜的是聲色藝直播室大多數幹事會員因私人問題而不得不減少活動，使到在00年代中期出現過活動中空期。
但2008年4月30日「P.A.R.K 留聲堂」（名字源於出席2007年螢之祭配音員座談會的四位配音員梁偉德、黃榮璋、李致林和黃啟昌的英文名字首：Pasu、Anakin、Ray、Ken）的成立，使到一個較集中的交流平台再次出現。隨著「P.A.R.K 留聲堂」經過幾年時間後，擁有了基本的運作模式，設立者決定正式註冊成為合法社團，並且以「留聲堂 Dub Park」之名於2012年6月19日取得相關證明書。
除了香港的交流，自小在內地看著粵語（香港）配音成長的支持者因為多了上網的機會開始和不同的同好交流，目前標榜為「全球最大的中文社區」的百度貼吧都開設「tvb配音組吧」，成為支持者的常用交流平台。使配音迷認為香港配音員開始獲得大眾關注，但事實上關注度與日本聲優仍有一定距離。
另外因為網絡發達的關係，配音員亦開始在社交網站開設個人帳號與支持者互動，而配音員的個人資訊（如英文名、暱稱、出生日期、樣貌等）基本上能透過社交網站得知，媒體訪問已不再是唯一渠道。但同時不少觀眾為了先睹為快，普遍也會選擇在網上收看「原聲版」動畫或劇集，而不再需要透過電視台收看有關節目，變相使「粵語配音版」更難獲得關注，導致不少觀眾先入為主，並批評香港配音「難聽」或「唔似原聲」（同好稱原聲支持者為「原聲黨」或「漫塔」），有同好及配音員認為這是香港配音業沒落的先兆。

### 「粵配圈」紛爭不斷

#### 「網絡罵戰」已成常態
與日本聲優相比，香港粵語配音員的同好依然是小眾，但同好亦沒有因此團結和包容，反而是因取向不同（如TVB、自由身、新配音員、舊配音員、選角等）而不斷與相反意見的同好展開「網絡罵戰」，再者不少同好有既定立場的關係，電視台或製作公司的決策亦不可能滿足所有人，基本上同好間的爭論難以達成共識，故有關支持或反對者各自分為不同陣營，選擇性與取向相同的同好交流，甚至杯葛與自己取向相左的同好，或自己反對的配音員（如互數對方不是，或使用匿名的「分身帳號」發言，造成網絡輿論的假象）。當事人及其支持者認為這些行為是抹殺相關配音員的努力，對相關配音員不公平，反對者則認為此舉令配音質素下降，不能對事件置之不理。而有長期「觀戰」的同好亦發現「粵配圈」每隔一段時間便會出現「花生」（如小道消息、政治立場、私生活、私人恩怨、利益或商業糾紛等），這現象多年以來一直沒有停止，而且話題每次「新鮮」，並陰謀論懷疑有關「劇本」是個別人士在背後「策劃」，不排除是「炒作」手段。
另外有「心水清」的配音員指出，不少同好亦會因為「圍爐」而有錯覺誤以為自己是「民意」，但事實上同好仍只是「一小撮人」，再者在「粵配圈」發言最踴躍的同好大多是同一群人，並不足以構成影響力。這亦反映同好間的評價如何，都總會有同好支持或反對，不可能完全一面倒，既有支持及反對者的立場亦不會輕易改變，支持者認為對方是「盲反」，反對者認為對方是「盲撐」，並互相稱對方為「Haters」或「打手」。有旁觀者表示上述現象並不利於推廣配音文化，反而加速配音行業衰退，認為同好及配音員雙方都有一定責任，亦是「搞死」配音行業的元兇或幫兇，而不是同好及配音員所指的「原聲黨」。

#### 同好質素被指良莠不齊
礙於「粵配圈」之常用交流平台普遍都設有「版規」（如禁止人身攻擊，或發表未經證實的言論），故有不少持相反聲音的同好只能「抑壓」其不滿的情緒，惟近年有「版主」相繼淡出「粵配圈」並停止經營其交流平台，「版規」自此名存實亡，有旁觀者表示此舉會助長一些別有用心的人士任意「宣洩」以及發表惡意言論，同時認為近年的事件已充分顯示同好質素良莠不齊，如情況持續只會加劇其他觀眾對「粵配圈」的反感，更可能使配音員與同好間保持距離以至關閉其社交平台，對宣傳配音文化百害而無一利，並與「粵配圈」所說的「支持粵配」背道而馳。

## 電視出鏡
※同為演員的配音員，如相關出鏡和配音無關不計入內。
1979年，TVB兒童節目《每事問》第2輯第9集收錄配音組藝員梁曉峰、黃麗芳、周鸞、區瑞華、潘滿儔為電視片集及黃兆強、潘滿儔、梁緻盈、曾慶珏、梅欣為動畫片集小英的故事配音的片段，並訪問梅欣及梁緻盈。
1979年，TVB12週年台慶，全體35位配音員一同演出《配音頌》。
1983年，TVB時事節目《新聞透視》--11月26日「日本熱」收錄配音組藝員林保全、曾慶珏、馮志潤、孫明貞、周婉侶（代配阿福/小夫）等為叮噹配音的片段。
1987年，TVB20週年台慶，其中一個項目是介紹配音組，由配音員現場即席替著名角色配音，當中片段包括：《豪門恩怨》、《阿信的故事》及《IQ博士》等等。分別由黃兆強、姚天麗、孫明貞、曾慶珏、樂蔚、馮錦倫演出。
1989年，K-100收錄TVB配音組藝員馮永和、周鸞、源家祥、黃健強、張英才、林保全、區瑞華為動畫片集唐老鴨俱樂部配音的片段。
1990年，TVB台慶節目《同聲同戲》，張炳強、林保全、李司棋為『話劇一』配音，馮永和、 盧素娟、曾慶珏為『話劇二』配音。
1990年，ATV兒童節目《飛虎隊》介紹及訪問配音組資深配音員沈小蘭及黃志成等。
1991年，TVB特備節目《華東水災籌款之夜》邀請8位配音組藝員盧素娟、曾佩儀、曾慶珏、林丹鳳、區瑞華、黃健強、黃麗芳、馮錦堂為《聖鬥士星矢》、《四驅小子》片段配上鼓勵籌款的對白。
1992年，TVB兒童節目《閃電傳真機》訪問配音員曾佩儀。
1994年，TVB節目K-100 因《包青天》熱播，特別以《包青天擁躉大團圓》為主題開辦活動，當中源家祥、張炳強、蘇強文現場為《包青天》三位到場演員配音。
1996年7月17日，於遊戲節目《超級無敵獎門人》的最後一集，陳欣現場為當集作旁述。
1996年，由張衛健主演的TVB劇集《西遊記》熱播，其中做旁白的郭志權表演突出，因而受觀眾喜愛，在K-100上接受訪問。
2002年，ATV外購卡通《藍貓》製作特輯中訪問領班龍德瓊。
2002年，TVB台慶前夕，陳欣、蘇強文、梁少霞為電視劇《洛神》片段配音。
2002年，陸惠玲與梁少霞以配音員身份客串無綫電視劇集《絕世好爸》。
2004年，K-100訪問TVB配音組，包括粵語配音員及國語配音員，其中有介紹TVB當時有70個配音員，52個是粵語配音員。
2005年，TVB外購韓劇《大長今》熱播，當中主角配音員陳欣與程文意在K-100上接受訪問。 
2005年12月6日，香港電台節目《傳媒春秋》訪問林保全。
2007年，TVB資訊節目《最緊要健康》回答當時懷孕中的梁少霞一些產前產後的保健問題。
2009年12月14日及15日，J2節目《My Name Is 邦》訪問黃啟昌、林芷筠、袁淑珍。
2010年5月21日，蕭徽勇在《放學ICU》環節「主持ShowQuali」上接受訪問。
2010年6月9日，雷碧娜在《放學ICU》環節「觀星會」上接受訪問。
2010年6月30日，鄭麗麗、陳欣在《今日VIP》上接受訪問。
2010年12月4日，有線財經資訊台節目《拉近文化》訪問周恩恩。
2011年3月28日，丁羽在《今日VIP》上接受訪問。
2011年4月3日，周永坤、譚炳文、周恩恩在《香港故事》上接受訪問。
2012年2月2日，龍天生在《今日VIP》上接受訪問。
2012年4月27日，林司聰在《亞視百人》上接受訪問。
2012年5月9日及10日，J2節目《兄弟幫》訪問張裕東、何璐怡。
2012年5月11日，J2節目《兄弟幫》訪問余欣沛、麥皓豐。
2012年9月28日，古明華在《今日VIP》上接受訪問。
2012年11月7日及8日，J2節目《兄弟幫》訪問古明華。
2012年11月10日，古明華在節目《萬千升呢福祿壽》的「主場大辯論」環節中作嘉賓，並表演即場配音。
不明（2012-2013年），ATV節目娛樂CIA訪問李忠強。
2013年5月26日，周永光在《開心老友記》上接受訪問。
2014年3月5日，蕭徽勇在《今日VIP》上接受訪問。
2014年10月30日，張炳強於TVB劇集《老表，你好hea！》第9集中，飾演孟波配音員。
2014年11月16日，翡翠台節目《屢見奇工》第16集「搵替身」，訪問自由身配音員丁羽、姜嘉蕾、簡懷甄。
2015年1月5日，林保全在《今日VIP》上接受訪問。節目於林保全離世後播出，為其生前最後一個電視訪問。
2015年1月30日，雷碧娜、曾佩儀、莫蒨茹在《東張西望》上接受訪問。
2015年2月8日，梁少霞、黃榮璋、譚炳文、謝月美、黎皓宜、龍天生在《星期日檔案》上接受訪問。
2015年3月20日，張裕東在《今日VIP》上接受訪問。
2015年7月28日，陸惠玲、詹健兒、鄭麗麗於《超強選擇1分鐘》上作《武則天》配音員「選擇問題」的嘉賓，並即場為劇中角色配音。
2015年12月11日，周恩恩於《網絡挑機》中為其好友翟凱泰（泰臣）的短片中客串。
2016年1月24日，覺醒配音組成員王慧珠、郭立文、楊啟健、黃志明、何偉誠於《鏗鏘集－版權戰》就被網民稱為「網絡23條」的「2014年版權（修訂）條例草案」代表網民一方表達意見。
2016年4月1日，譚淑英、黃志成及一些亞洲電視相關配音員在《星期五檔案》上接受訪問。
2016年6月2日，黃啟明、林司聰於ViuTV節目《理想職業》第10集中作配音工作指導。
2016年6月7日，龍天生於J5節目《財金導航》第16集中的配音員專題中接受訪問。
2017年4月28日，馬小靈在《今日VIP》上接受訪問。
2020年7月25日，雷碧娜在《#一屋後生仔》上接受訪問。是香港配音界相隔3年多，再有配音員於電視節目接受訪問。
2021年4-6月，多名無綫電視及自由身配音員於無綫電視綜藝節目《好聲好戲》擔任評判、導師或參賽者，另有配音員獲獎。詳情請參閱該條目。不同配音員更多次亮相於《東張西望》、《TVB娛樂新聞報道》及《開心大綜藝》時段。
2021年9月4日，袁淑珍、黃鳳英、林國雄、雷碧娜在《兒歌金曲SUMMERFEST》演出並即場為動畫角色配音。
2021年12月12日，黃啟昌、袁淑珍、雷碧娜、梁偉德、黃昕瑜参與由李思捷主持的思家大戰遊戲節目。